# Sinscher
Sinscher, auch nur Sinzer, war ein äthiopisches Längenmaß.
- 1 Sinscher = 1/2 Kend = 22,9 Zentimeter
  - 1 Kend/Kind/Kint (etwa Elle) = 0,457 Zentimeter